# Хомайко Юрій Миколайович
Юрій Миколайович Хомайко (11 жовтня 1951 — 12 березня 2024) — український журналіст, театральний критик, мистецтвознавець.

## Життєпис
Народився 11 жовтня 1951 року. Випускник факультету журналістики Московського державного університету ім. Михайла Ломоносова. За радянських часів працював в обласних газетах України й Росії, був завідувачем літературної частини драматичного театру. За часів перебудови співпрацював із незалежною пресою, недержавними видавництвами Москви та Ленінграда. 1993 року повернувся до рідного Харкова. Обіймав штатні посади в редакціях газет «Вечерний Харьков», «Харків'яни», «Слобідський край», «Новая городская газета» (заступник головного редактора), «Нова демократія», до зникнення Климентієва Василя працював в редакції газети «Новий стиль». Публіцист, есеїст, літературний та театральний критик. Член Національної Спілки журналістів та Національної Спілки театральних діячів України. Викладав курси «Історія журналістики», «Роль та значення ЗМІ в сучасному суспільстві», «Теорія та практика журналістських жанрів», «Організація роботи редакції над випуском газети».
Останній місяць перебував переважно у лікарні, переніс складну операцію. Помер 12 березня 2024 року після важкої хвороби.

## Нагороди
Лауреат творчої муніципальної премії ім. Г.Квітки-Основ'яненка (2007), неодноразовий лауреат обласних журналістських конкурсів «Часопис».